# Distrito de Balsapuerto
El distrito de Balsapuerto es uno de los seis que conforman la provincia de Alto Amazonas, ubicada en el departamento de Loreto en el Nororiente del Perú.
Desde el punto de vista jerárquico de la Iglesia católica forma parte del Vicariato Apostólico de Yurimaguas, también conocido como Vicariato Apostólico de San Gabriel de la Dolorosa del Marañón.

## Límites
Limita con el distrito de Cahuapanas en la provincia de Datem del Marañon, los distritos de Jeberos y de Yurimaguas y las provincias de Moyobamba y Lamas en el departamento de San Martín:
Por el norte limita con el distrito de Jeberos.

El límite se inicia en un punto de cota 214 de coordenada UTM 318,1 km E y 9´397,6 k N, continúa en dirección Este por la divisoria de aguas del río Paranapura (tributario: quebrada Panan) y el río Aypena, hasta un punto de coordenada UTM 356,4 km E y 9´386,5 km N.

Por el este limita con el distrito de Yurimaguas.

Del último punto mencionado, el límite continúa en dirección Sur por la divisoria de aguas del río Huallaga (tributario: río Zapote) y el río Paranapura, hasta punto en el thalweg del río Paranapura de coordenada UTM 354,9 km E y 9´353,2 km N. El límite prosigue en dirección Sur Oeste, por la divisoria del río Armanayacu y la quebrada Yanayacu, hasta un punto de cota 1282 de coordenadas UTM 330,3 km E y 9´334,8 km N.

Por el sur y por el oeste limita con las provincias de Moyobamba y Lamas, departamento de San Martín.

Del último punto mencionado, el límite continúa en dirección Nor Oeste para la divisoria de aguas del río Paranapura (tributarios: río Armanaycu, río Cachiyacu, quebrada Buen Paso, quebrada Pumayacu,
quebrada Mashoyacu, quebrada Cachiyacu Blanco, quebrada Escalerayacu, quebrada Cachiyacu Negro y el río Yanayacu) y el río Mayo (tributario: quebrada Yanayacu), hasta un punto de cota 1626 de coordenada UTM 290,2 km E y 9´336,5 km N.

Por el oeste limita con el distrito de Cahuapanas.

Del último punto mencionado, el límite continúa en dirección Norte por la divisoria de aguas del río Paranapura (tributarios: río Yanaycu y quebrada Paucaryacu) y el río Cahuapanas (tributario: quebrada Sillay), hasta un punto de cota 214 de coordenada UTM 318,1 km E y 9´397,6 km N, punto de inicio de la presente descripción.

## Geografía humana
En este distrito de la Amazonia peruana habita la etnia Cahuapana grupo Chayahuita autodenominado  Campo Piyapi .